# Contra Costa Centre (Kalifornija)
Contra Costa Centre je naseljeno područje za statističke svrhe u američkoj saveznoj državi Kalifornija. Prema popisu stanovništva iz 2010. u njemu je živjelo 5.364 stanovnika.